# Sporting CP (hokej na rolkach)
Sporting Clube de Portugal – sekcja hokeja na rolkach portugalskiego klubu Sporting CP.

## Sukcesy
Źródło:
- Liga Europejska (2)

1976–77, 2018–19
- Puchar CERS (2)

1983–84, 2014–15
- Puchar Zdobywców Pucharów (3)

1980–81, 1984–85, 1990–91
- Puchar Kontynentalny (1)

2019
- Mistrzostwo Portugalii (8)

1938–39, 1974–75, 1975–76, 1976–77, 1977–78, 1981–82, 1987–88, 2017–18
- Puchar Portugalii (4)

1975–76, 1976–77, 1983–84, 1989–90
- Superpuchar Portugalii (2)

1983, 2015